# 京都精華大学

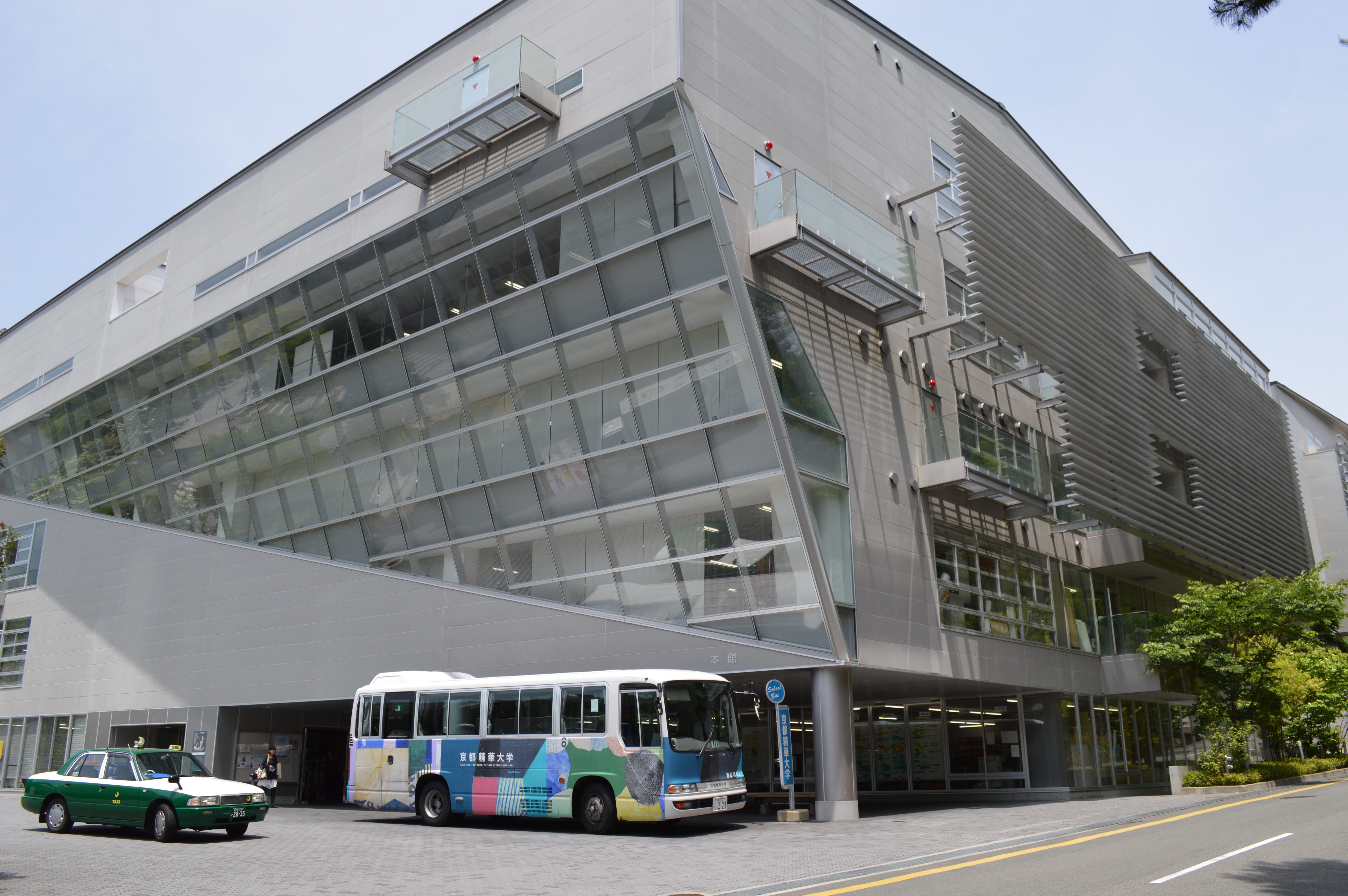
本館とスクールバス

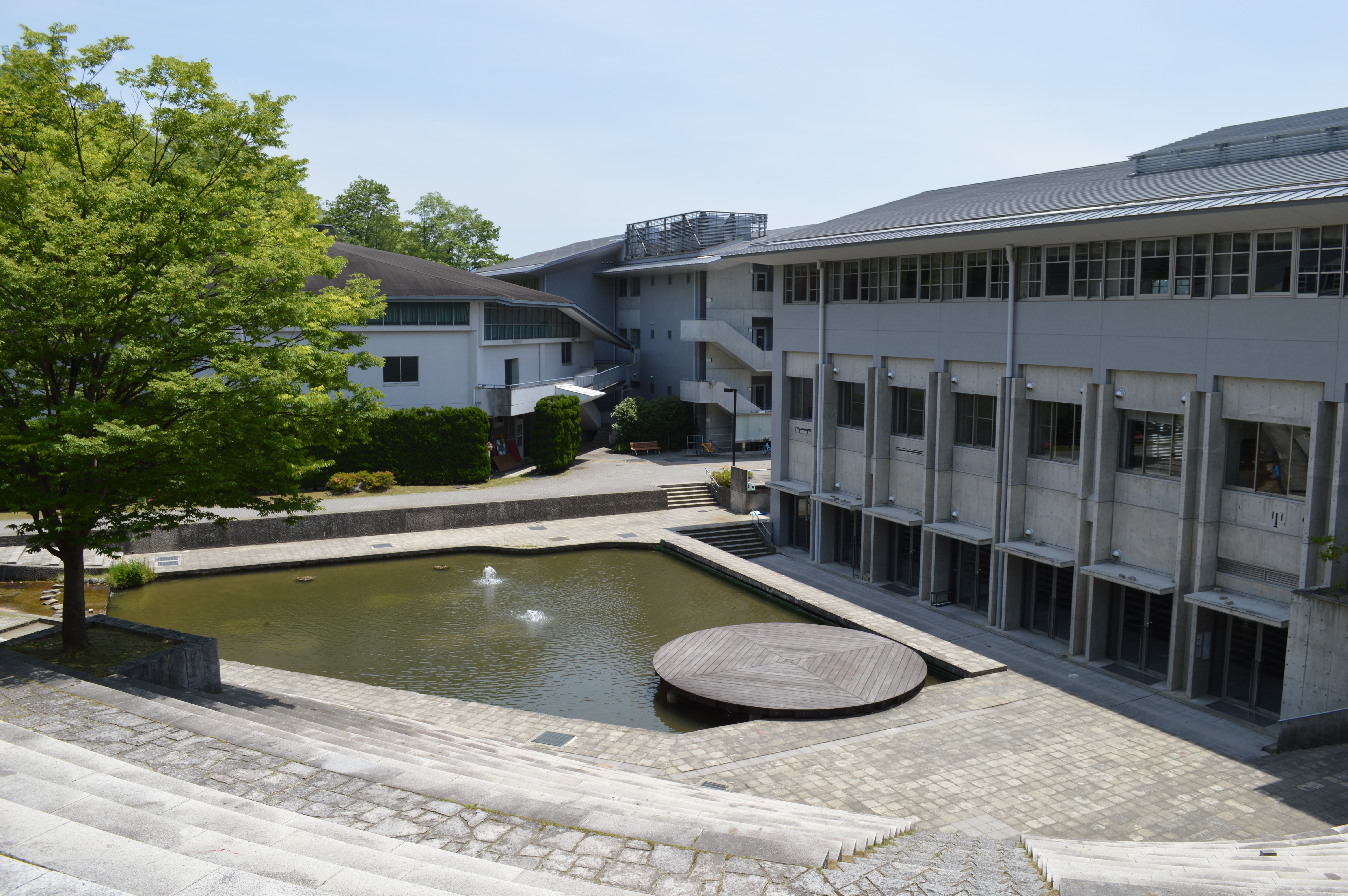
天ヶ池

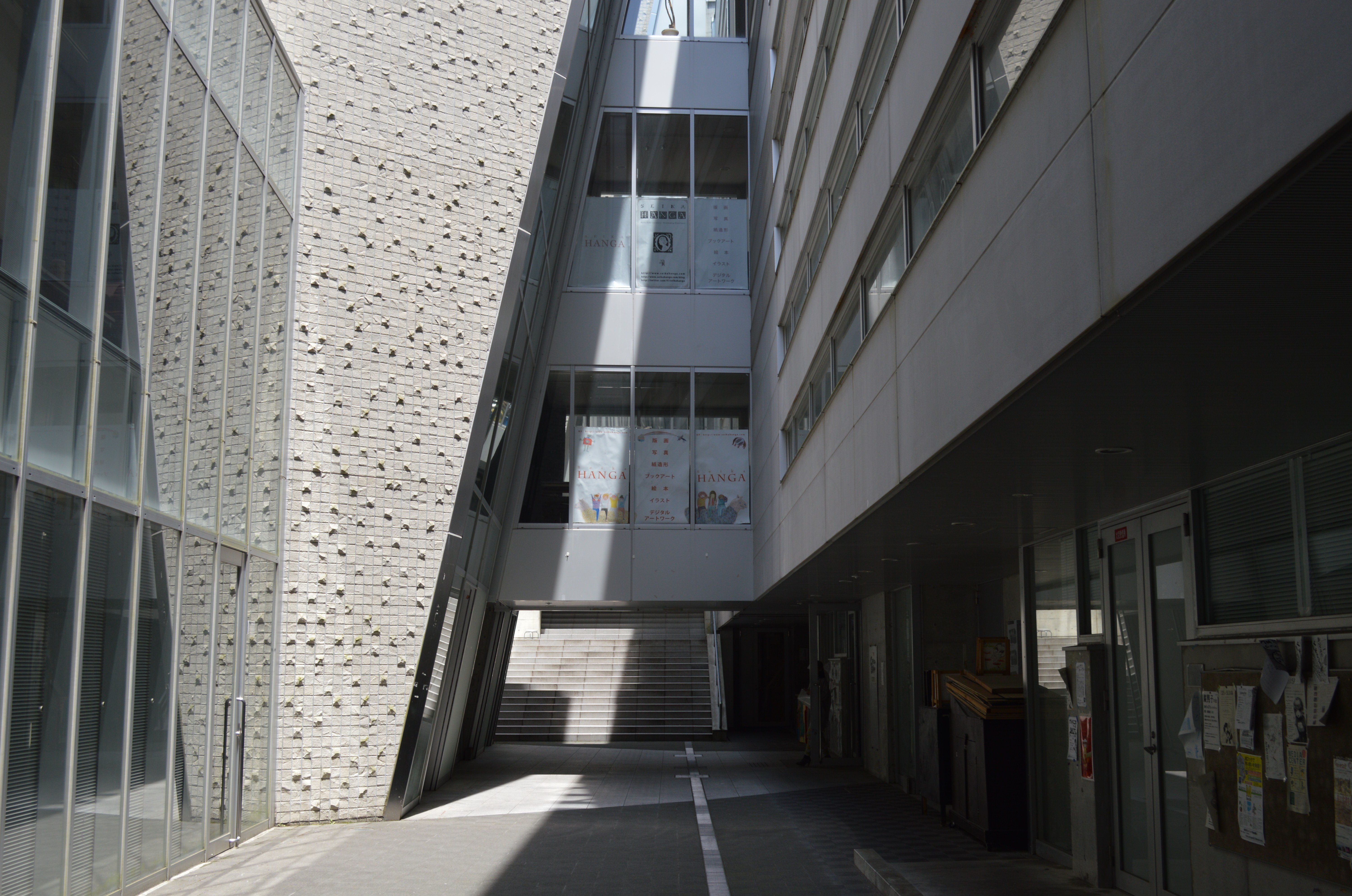
対峰館内部の通路

京都精華大学（きょうとせいかだいがく、英語: Kyoto Seika University）は、京都府京都市左京区にある私立大学である。運営者は学校法人京都精華大学。

## 概観

### 大学全体
1968年（昭和43年）に現在の所在地に開設された京都精華短期大学を前身とする4年制大学。現在は、芸術学部、デザイン学部、マンガ学部、ポピュラーカルチャー学部、人文学部、国際文化学部、メディア表現学部および芸術研究科、デザイン研究科、マンガ研究科、人文学研究科の7学部・4研究科を構える。ポピュラーカルチャー学部と人文学部は2021年度から募集停止し、2学部をブラッシュアップさせる形でそれぞれメディア表現学部と国際文化学部が同年に誕生した。

### 建学の精神（校訓・理念・学是）
教育理念は、「自由自治」「人間尊重」。この理念はかつてであれば、大学主催の学園祭「木野祭」（2016年は「龍潜祭」）に加え、学生主催の学園祭「五月祭」が開催されるといった形で実践されていた。
また、大学設置当初より、公式な校歌・校章を制定していない。大学敷地内や式典内での、国旗の掲揚や国歌の斉唱などを行っていない。
大学の理念を反映した講演会も数多く行われており、2000年にはダライ・ラマ14世を日本の非宗教団体として初めて招聘した。

### 教育および研究
日本で初めてのマンガ学部を設置した大学として知られている。とりわけ2000年以降、文部科学省の「私立大学学術研究高度化推進事業（オープンリサーチセンター）」 として「京都精華大学表現研究機構」内にマンガ文化研究所を、また京都市と共同運営する形で京都国際マンガミュージアムを開設・運営するなど、文化・表現メディアとしてのマンガの研究・収集・保管・展示に力を入れている。さらに、平成27年度から文化庁より委託を受け「メディア芸術連携促進事業」を実施し、メディア芸術分野の文化資源の運用・展開に参画している。
また2004年には、教育活動の発展と向上を目的に、学内に教育推進センターを設置した。ここでは、ISO14001認証を受けているキャンパスを活用した、新しい教育システムの研究や、EMS構築支援活動を通しての「自立した学習者」の育成プログラム、そのほか地元・京都の伝統産業や地場産業と連携した教育実践プログラムなどが提供されている。
なお、これらの活動は、複数回にわたって文部科学省の大学教育改革支援事業である「特色ある大学教育支援プログラム（特色GP）」に採択されている。

## 沿革

### 略歴
1968年（昭和43年）、形骸化した学問の自由と大学の自治の回復を目的として、岡本清一初代学長を中心に、現在の所在地に学校法人京都精華学園により京都精華短期大学として開設。当初は、英語英文科と美術科のみの短期大学としてのスタートであった。
1979年（昭和54年）、美術学部を開設。同年、短期大学美術科を廃止。10年後の1989年（平成元年）には人文学部を開設すると同時に、短期大学英語英文科を廃止。1991年（平成3年）に大学院美術研究科（私立の美術研究科としては関西初）、1993年（平成5年）に大学院人文学研究科を設置するなど、4年制大学としての拡充に努める。
2006年以降、デザイン学部、マンガ学部、ポピュラーカルチャー学部を新設し、芸術教育の領域を拡張している。
2014年から漫画家の竹宮惠子が学長を務めた。
2021年（令和３年）、ポピュラーカルチャー学部、人文学部を募集停止し、新たにメディア表現学部、国際文化学部が新設された。
2018年、マリ共和国出身のウスビ・サコ教授が学長に就任した。

### 年表
- 1968年（昭和43年） - 京都精華短期大学開設。
- 1979年（昭和54年） - 京都精華大学開学、美術学部開設、短期大学美術科廃止。
- 1989年（平成元年） - 京都精華大学人文学部開設、短期大学英語英文科廃止。
- 1993年（平成5年） - 5月、京都精華学園理事会において大学と高校の経営法人分離を決定。12月、学校法人木野学園設立。
- 1994年（平成6年） - 京都精華大学の経営が学校法人京都精華学園から学校法人木野学園に移管される（これにより、学校法人京都精華学園との関係はなくなり、学校法人京都精華学園が経営する京都精華学園中学校・高等学校との系列関係も解消される）。
- 2000年（平成12年） - 芸術学部にマンガ学科、人文学部に環境社会学科を開設。
- 2001年（平成13年） - 表現研究機構を開設、文字文明研究所・マンガ文化研究所・映像メディア研究所を置く。
- 2003年（平成15年） - 人文学部に社会メディア学科・文化表現学科を開設。学校法人名を「学校法人木野学園」から「学校法人京都精華大学」に変更。
- 2004年（平成16年） - 環境ソリューション研究機構を開設、環境ビジネス研究所・環境建築研究所・環境マネジメント研究所を置く。
- 2006年（平成18年） - デザイン学部、マンガ学部を開設。
- 2009年（平成21年） - 人文学部総合人文学科開設。
- 2010年（平成22年） - デザイン研究科、マンガ研究科開設。
- 2013年（平成25年） - ポピュラーカルチャー学部開設。
- 2017年（平成29年） - 芸術学部を改組し、造形学科を開設。マンガ学科に新世代マンガコースを新設。
- 2021年（令和3年）- メディア表現学部、国際文化学部を開設。
- 2026年（令和8年）- 国際文化学部を人文学部に改称。

## 教育および研究

### 組織

#### 学部
- 芸術学部
  - 造形学科
    - 洋画専攻
    - 日本画専攻
    - 立体造形専攻
    - 陶芸専攻
    - テキスタイル専攻
    - 版画専攻
    - 映像専攻
- デザイン学部
  - ビジュアルデザイン学科
    - グラフィックデザインコース
    - デジタルクリエイションコース

  - イラスト学科
    - イラスト専攻
    - モーションイラスト専攻

  - プロダクトデザイン学科
    - インダストリアルデザイン専攻
    - ライフクリエイション専攻
    - ファッションデザイン専攻

  - 建築学科
    - 建築専攻
    - 人間環境デザイン専攻
- メディア表現学部
  - メディア表現学科
    - メディアイノベーション専攻
    - メディアデザイン専攻
    - メディアコミュニケーション専攻
    - 音楽メディア専攻

- マンガ学部
  - マンガ学科
    - カートゥーンコース（2025募集停止）
    - ストーリーマンガコース
    - 新世代マンガコース

  - キャラクターデザイン学科
    - キャラクターデザインコース

  - アニメーション学科
    - アニメーションコース
- 人文学部
  - 歴史コース
  - 文学コース
  - 社会コース
  - 国際文化コース
  - 国際日本学コース
- 国際文化学部（2026募集停止）

#### 大学院
- 芸術研究科
  - 芸術専攻
- デザイン研究科
  - デザイン専攻（修士課程）
  - 建築専攻（修士課程）
- マンガ研究科
  - マンガ専攻
- 人文学研究科
  - 人文学専攻（修士課程）

#### 研究機関
- 京都国際マンガミュージアム
- 国際マンガ研究センター[6]
- ダイバーシティ推進センター
- 伝統産業イノベーションセンター
- アフリカ ・ アジア現代文化研究センター

#### 学外アートスペース
- サテライトスペースkara-S

### 教育
- 特色ある大学教育支援プログラム（特色GP）
  - 自立した学習者による社会貢献の実践教育（2004年度採択）
  - 伝統産業を軸とした地域連携教育の実践（2005年度採択）
  - 考えるための『日本語リテラシー』教育（2006年度採択）
- 大学生の就業力育成支援事業
  - クリエイターデビューを目指す表現者のキャリア形成支援（2009年度採択）
  - 職業的実践力を有する表現者育成プログラム（2010年度採択）
- 私立大学戦略的研究基盤形成支援事業
  - マンガに関する国際的かつ先端的研究拠点の形成（2011年度採択）
- 私立大学等改革総合支援事業
  - タイプ1「教育の質的転換」（2015年度採択）
  - タイプ2「地域発展」（2014年度、2015年度採択）

## 施設

### キャンパス
- 〒606-8588 京都府京都市左京区岩倉木野町137
  - 叡山電鉄鞍馬線京都精華大前駅すぐ
  - 京都市営地下鉄烏丸線国際会館駅からスクールバス約５分〜１０分
  - 京都バス40、50系統「京都精華大学前」バス停すぐ

約200,000㎡の敷地面積のなかに、22棟の校舎がある。一人一人に割り当てられた実習スペースは夜22時まで使用可能。

### 京都精華大学ギャラリーTerra-S
2022年2月に開設した、大学が運営する520平米のギャラリー。企画展や所蔵品展、在学生や卒業生および教職員による申請展などを開催し、一般にも公開している。2023年11月には、開学55周年記念展として、芸術学部卒業生の塩田千春、金沢寿美、ソ—・ソウエンによる展覧会「FATHOM—塩田千春、金沢寿美、ソー・ソウエン」を開催した。

### 情報館
約25万冊の書籍に加えて、雑誌やマンガ雑誌の最新号やDVD・音楽資料、博物館資料も扱う図書館。一般にも開放し、年間9万人の利用がある。

### 学外施設
- 丹後学舎（海の家）：京都府京丹後市丹後町[9]
- 朽木学舎（山の家）：滋賀県高島市朽木古屋[9]

### 学生寮
- 木野寮
- 国際学生寮・修交館

### 食堂・コンビニ・売店
学生食堂と、グローバルカフェ「CAFE LA TERRACE」の2店舗がある。また、学生食堂の2階には、コンビニと、画材店が入っている。

## 学生生活

### 部活動・クラブ活動・サークル活動
京都精華大学で活動する団体は「公認学生団体」「大学祭実行委員会」「非公認団体」に分けられる。新入生入学時期には各団体を紹介する「春華祭」が開催され、キャンパス内に設けたブースで新入生に参加を呼びかけたり、ステージでパフォーマンスを披露したりしている。
体育系
- ダンス部
- 剣道部
- 硬式テニス部
- 軟式野球部
- バスケットボール部
- バドミントン部
- バレーボール部
- BBスポーツ同好会
- ラグビー部

文化系
- 演劇部
- 華道同好会
- 吹奏楽部
- 創作漫画同好会
- フォークソング部
- 文芸同好会
- クイズサークル
- ヘタにじ
- 特撮同好会 仮面ライダー部
- C-Wealth
- シネマ倶楽部
- セイカデジタル研究会
- VR部

### 学園祭
学園祭実行委員会が中心となって運営する学園祭「木野祭」が、例年11月上旬に行われている。大学ギャラリーを使用した展覧会や、ライブステージ、飲食や物販などの模擬店、同人誌即売会などが催される。ライブステージには、過去にボアダムスやSOULFLOWER UNION、ZAZEN BOYS、ハンバートハンバートなども出演。

## 対外関係

### 他大学との協定
- 「Shared Campus（シェアドキャンパス）」に2020年に加盟。ヨーロッパとアジアの7つの芸術大学により創設された、アートやデザインの視点から地球規模で重要な諸問題に取り組む教育・研究ネットワーク。共同での研究や教育プログラムの実施などを行っている。
- 「アジア研究国際大会（ICAS）」に加盟。日本で初めて開催となる「第12回アジア研究国際大会（ICAS 12）」を主催。
- CUMULUS（ヨーロッパ美術デザイン大学連合）[11]に加盟。日本では初の加盟校となる。国際的な芸術デザイン系の大学ネットワーク。世界中から大学等が集まり、毎年アートやデザインに関するワークショップやセミナー等を開催。
- 大学コンソーシアム京都に加盟。
- 札幌大学、旭川大学、沖縄大学 （京都精華大学人文学部⇔各大学文系学部の間で国内交換留学協定）
- 京都大学　2008年09月18日京都精華大学は京都大学とでマンガで連携協定を締結。
- ベトナム・フエ科学大学、ダナン工科大学と連携し、 ICT技術を用いて観光都市京都の課題解決をめざす学生交流ワークショップを開催[12]

### 海外協定校
- クーパー・ユニオン美術学部（アメリカ）
- バード大学（アメリカ）
- ロードアイランドデザイン大学（アメリカ）
- ミシガン大学美術・デザイン学部（アメリカ）
- カリフォルニア芸術大学（アメリカ）
- コーネル大学（アメリカ）
- ブリティッシュ・コロンビア大学（カナダ）
- エスコーラ・ダ・シダーデ建築大学（ブラジル）
- リートフェルトアカデミー（オランダ）
- ユトレヒト芸術学校（オランダ）
- トゥルクアーツアカデミー（フィンランド）
- アールト大学芸術・デザイン学部（フィンランド）
- グラスゴー美術大学（イギリス）
- エジンバラ大学（イギリス）
- ロンドン芸術大学（イギリス）
- ブラウンシュヴァイク美術大学（ドイツ）
- カッセル芸術大学（ドイツ）
- ラ・カンブル美術大学（ベルギー）
- パリ・カレッジ・オブ・アート（フランス）
- ナントデザイン大学（フランス）
- パリ建築大学（フランス）
- パリ・マラケ国立建築大学（フランス）
- リモージュ国立高等芸術学校（フランス）
- パリマラケ国立建築大学（フランス）
- オーストラリア国立大学美術学部（オーストラリア）
- オークランド大学（ニュージーランド）
- インド工科大学 ボンベイ校（インド）
- ダカール大学（セネガル）
- ガストン・ベルジェ大学（セネガル）
- クワラ州立大学（ナイジェリア）
- マルア大学（カメルーン）
- チェンマイ大学（タイ）
- フエ科学大学（ベトナム）
- イブン・ハルドゥーン大学（トルコ）
- 弘益大学校（韓国）
- 大邱大学校（韓国）
- 静宜大学（台湾）
- 台北芸術大学（台湾）
- 東呉大学（台湾）

このほか、留学生の入学前支援のため京都日本語学校と協定を結んでいる。

### 産学官連携事業
- 京都リサーチパーク（2021年に包括連携協定を締結）[14]
- キャンパスメンバーズ　国立美術館および国立文化財機構のキャンパスメンバーズに加入しており、在学生は定められた美術館・博物館で特別な優遇を受けることができる。
- 学生がデザインしたキャンピングカー車両が「ジャパンキャンピングカーショー2024」で販売された。[15]
- マンガ編集者による講評会「出張編集部」を定期的に開催[16]。集英社、講談社、小学館、KADOKAWAなどの出版社から編集者が集まり、学生作品の講評を行っている。
- デザイン学部ファッションコースの教員と在学生が、京都翔英高校の新しい制服をデザインした。[17]
- ゲームスタジオ「thatgamecompany」と連携し、特別講義を実施。 学生が考案したキャッチコピーを採用した『Sky 星を紡ぐ子どもたち』のポスターを京都・叡山電車車内にて展示した。[18]
- 東急不動産（株）が建設した大学生用賃貸マンションの館内に、京都精華大学学生によるアート作品を掲示[19]
- 嵐電（京福電気鉄道株式会社嵐山線）の魅力を学生目線でとらえた電車広告を制作・掲示[20]
- 大阪・梅田の「グランフロント大阪」でデザイン学部在学生によるクリスマスイルミネーション作品を展示[21]
- 京都市内の安朱小学校、旭丘中学校と連携交流授業を実施[22]
- 京都精華大学と京都市が連携し、薬物乱用防止啓発ポスターを作成 　京都市内の学校や関連施設、京都市営地下鉄車内など各所に掲示した。[23]
- マンガ学部×LINEマンガ コラボレーション講義を開講[24]
- デザイン学部建築コースが、鞍馬山の倒木を活用した子ども向け木製工作キットを製作[25]
- 「壬生温泉　はなの湯」浴室に京都精華大学とのコラボ壁画を作成。[26]
- デザイン学部2年生の作品が京都市左京区誕生９０周年記念事業のロゴマークに選定[27]
- デザイン学部学生がデザインしたメガネが全国の「眼鏡市場」で販売開始[28]
- デザイン学部学生が、眼鏡をモチーフにしたベンチと看板をデザイン。福井鉄道福武線 浅水駅に設置された。[29]
- マンガ学部の学生が海上保安学校パンフレット表紙イラストを手掛ける。[30]

## 公開講座

### アセンブリーアワー講演会
京都精華大学の開学した1968年から行われている公開トークイベント。分野を問わず、時代に残る活動や世界に感動を与える表現者をゲストに迎えている。

#### これまでのゲスト
アーティスト・美術作家
- 塩田千春（アーティスト）、大竹伸朗（画家）、森村泰昌（美術家）、村上隆（現代美術家）、奈良美智（美術作家）、鴻池朋子（アーティスト）、会田誠（美術家）、高嶺格（美術家）、岡﨑乾二郎（造形作家／批評家）、やなぎみわ（美術家）、片山真理（アーティスト）、スプツニ子！（現代美術家/MITメディアラボ助教/デザイン・フィクション研究室主宰）、Chim↑Pom（アーティスト集団）、大岩オスカール（アーティスト）×細川周平（日系ブラジル研究者）、山城知佳子（美術家／映像作家）、鈴木康広（アーティスト）、坂口恭平（アーティスト）、岩井俊雄（メディアアーティスト）、八谷和彦（メディア・アーティスト）、川内倫子（写真家）、井田照一（造形作家）、岡田温司（美術史家）、吉村 絵美留（絵画修復家）、高谷史郎（ダムタイプアーティスティック・ディレクター兼映像担当）、米田 知子（写真家）、志賀 理江子（写真家）、松本紀生（写真家）

デザイナー・イラストレーター・建築家
- 原研哉（グラフィックデザイナー）、祖父江 慎（ブックデザイナー）、吉岡徳仁（デザイナー）、みうらじゅん（イラストレーター）、水森 亜土（イラストレーター、ジャズ歌手、舞台女優）、植原亮輔（クリエイティブディレクター、アートディレクター）+渡邉良重（アートディレクター）、コシノアヤコ（ファッション・デザイナー）、皆川 明（minä perhonen デザイナー）、宇津木 えり（ファッションデザイナー）、髙田 唯（グラフィックデザイナー）、三分一博志（建築家）、北村道子（衣裳デザイナー／スタイリスト）、クラフト・エヴィング商會（作家・デザイナー）、リリー・フランキー（イラストレーター・作家・俳優）、石上 純也（建築家）、信藤三雄（グラフィック・デザイナー）

漫画家・漫画編集者
- こうの史代（マンガ家）、しりあがり寿（マンガ家）、小林エリカ（作家・マンガ家）、竹宮惠子（マンガ家／京都精華大学教員）、東村アキコ（マンガ家）、藤田和日郎（漫画家）、今日マチ子（漫画家）、田中 圭一（最低シモネタお下劣パロディー漫画家・IT企業取締役）、竹熊 健太郎（編集家）、横山 裕一（漫画家・美術家）、石川雅之（漫画家）、幸村誠（漫画家）、ちばてつや（漫画家）、浦沢直樹（漫画家）、萩尾望都（漫画家）、タナカカツキ（マンガ家・映像作家）、佐藤秀峰／吉田貴司（有限会社 佐藤漫画製作所代表、マンガ家）

作家・小説家・評論家
- 角田 光代（作家）、柴田 元幸（翻訳家）、原田マハ（小説家）、村田沙耶香（作家）、いしいしんじ（小説家）、川上未映子（文筆歌手）×千野帽子（俳人・文筆業）、斎藤真理子（韓国語翻訳家）、李 琴峰（作家／日中翻訳家）、町田 康（小説家・パンク歌手）、黒川 創（作家）、佐々木 中（作家、哲学者）、楊 逸（作家・第139回芥川賞受賞）、高田宏（作家）、宮沢章夫（劇作家・演出家・作家）、工藤直子（詩人／児童文学作家）、前田 司郎（劇団「五反田団」主宰・小説家）、ヴィカース・スワループ（駐大阪神戸インド総領事・小説家）、ミロコマチコ（画家／絵本作家）、梨木香歩（小説家）、加藤貞顕（株式会社ピースオブケイク代表取締役CEO／編集者）、北原みのり（文筆業・ラブピースクラブ代表）、東浩紀（評論家）、藤本由香里（評論家）、後藤繁雄（編集者・クリエイティブディレクター）、宇野 常寛（評論家）、川本三郎（文芸評論家）、椹木野衣（美術評論家）、牧村朝子（タレント／文筆家）、谷村志穂（作家）、米原万里（ロシア語通訳・エッセイスト）、津田 大介（メディアジャーナリスト）、金子達仁（フリーライター）佐々木敦（音楽批評家・HEADZ代表）、松浦弥太郎（「カウブックス」主宰。『暮しの手帖』編集長）、野田知佑（カヌーイスト・エッセイスト）

映画監督・演劇・脚本家・俳優等
- 細田 守（映画監督）、園 子温（映画監督）、是枝裕和（映画監督）、黒沢 清（映画監督）、西川美和（映画監督）、マイケル・アリアス（映画監督・ビジュアルクリエイター）、三宅 唱（映画監督）、今泉力哉（映画監督）、塚本晋也（映画監督）、大宮 エリー（映画監督・脚本家・演出家・CMプランナー）、横浜聡子（映画監督）、田口トモロヲ（俳優・映画監督）、山下敦弘（映画監督）、犬童一心（映画監督）、ジャン・ユンカーマン（映画監督）、富野由悠季（アニメーション映画監督）、三木聡（放送作家・映画監督）、橋口亮輔（映画監督）、中野裕之（映画監督）、井筒和幸（映画監督）、仙頭直美（映画監督）、古屋雄作（映像ディレクター／「うんこ漢字ドリル」作者）、藤田貴大（マームとジプシー主宰／演劇作家）、坂元 裕二（脚本家）、マリー・ヘレン（「シルク・ドゥ・ソレイユ」アーティスティックコーディネーター）、大根 仁（演出家・映像ディレクター）、和栗由紀夫（舞踏家）、想田和弘（映画作家）、金森穣（演出振付家、ダンサー）、木皿 泉（脚本家）、K I K I（モデル・女優）、石橋義正（映像作家・「キュピキュピ」主宰）、種田陽平（美術監督）、土田英生（MONO主宰、劇作家・演出家）、李鳳宇（映画プロデューサー）

ミュージシャン・音楽・ダンス関係者
- 岸田 繁（くるり／ミュージシャン）、RHYMESTER（ライムスター）（ヒップホップ・グループ）、Seiho（ビートメイカー、DJ、プロデューサー）、喜多郎（音楽家）、中川五郎（フォークシンガー、訳詞家）、三宅洋平（音楽家）、渋谷慶一郎＋evala（音楽家）、
- 佐久間 正英（ミュージシャン）、Bose［スチャダラパー］（ミュージシャン）、PANTA（ミュージシャン）、マーティ・フリードマン（ギタリスト〔元「メガデス」〕・音楽評論家）、伊藤キム（ダンサー・振付家・「輝く未来」主宰）、バイマーヤンジン（チベット人声楽家）

研究者他
- 鷲田清一（哲学者）、森田真生（独立研究者）、鈴木俊貴（動物行動学者）、伊藤 亜紗（美学者／東京工業大学リベラルアーツ研究教育院教授）、荒木 健太郎（雲研究者）、斎藤 幸平（経済思想家）、田中美津（鍼灸師）、山極壽一（京都大学総長／人類学・霊長類学者）、今福龍太（文化人類学者）、呉座勇一（日本史学者）、吉藤健太朗（ロボット・コミュニケーター）、今福龍太（文化人類学者）、ダグラス・ラミス（政治学者）、茂木健一郎（ソニーコンピュータサイエンス研究所シニアリサーチャー）、松岡環（アジア映画研究者）

他多数

## 社会との関わり
2007年（平成19年）1月15日に京都市左京区で学生が殺害される事件が発生した。被疑者は検挙されておらず、2025年現在も未解決。